# Pannello fotovoltaico

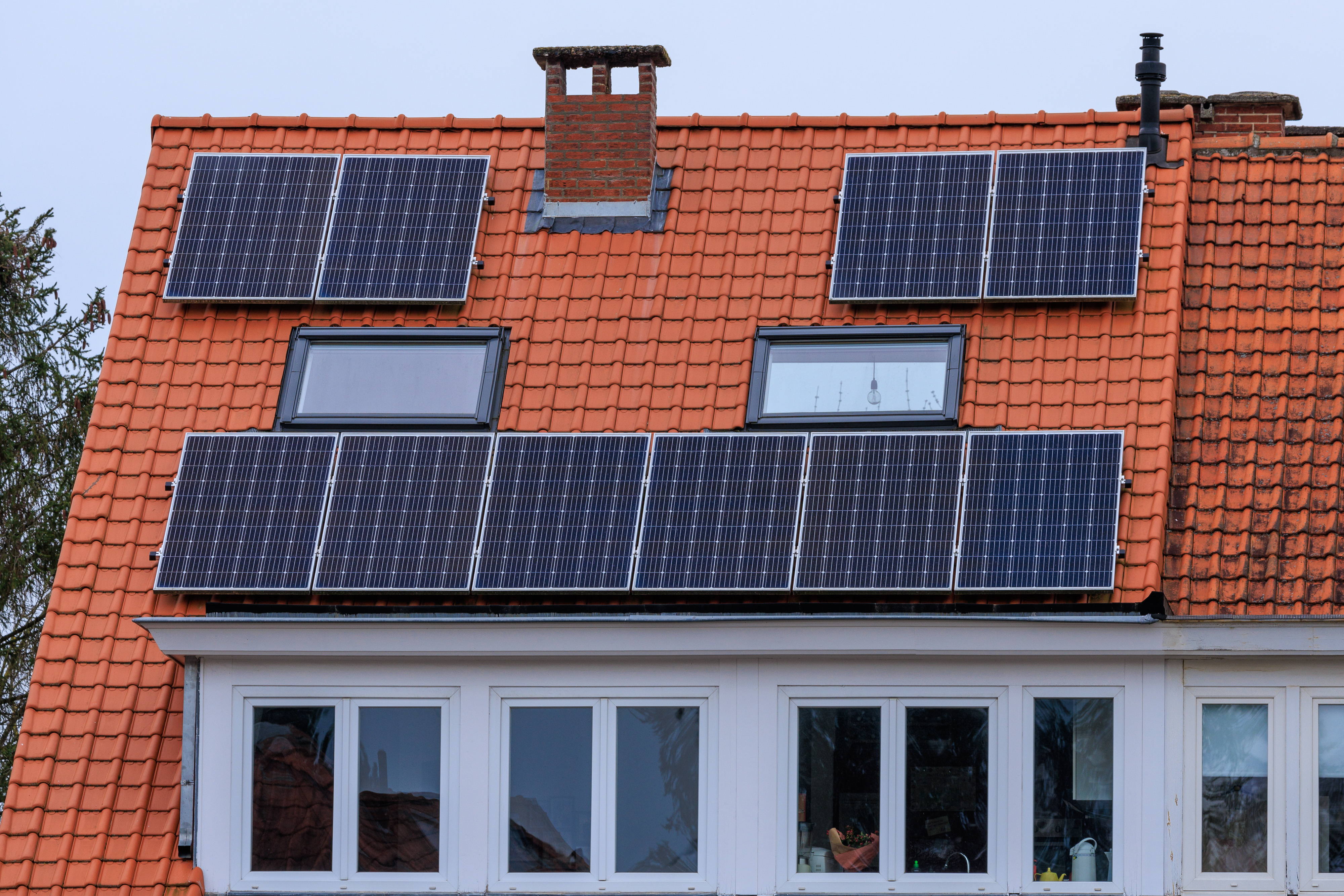
Pannelli fotovoltaici installati su un tetto a Bruxelles

Un pannello fotovoltaico è un dispositivo optoelettronico, composto da moduli fotovoltaici, a loro volta costituiti da celle fotovoltaiche, in grado di convertire l'energia solare in energia elettrica mediante effetto fotovoltaico, tipicamente impiegato come generatore.

## Storia

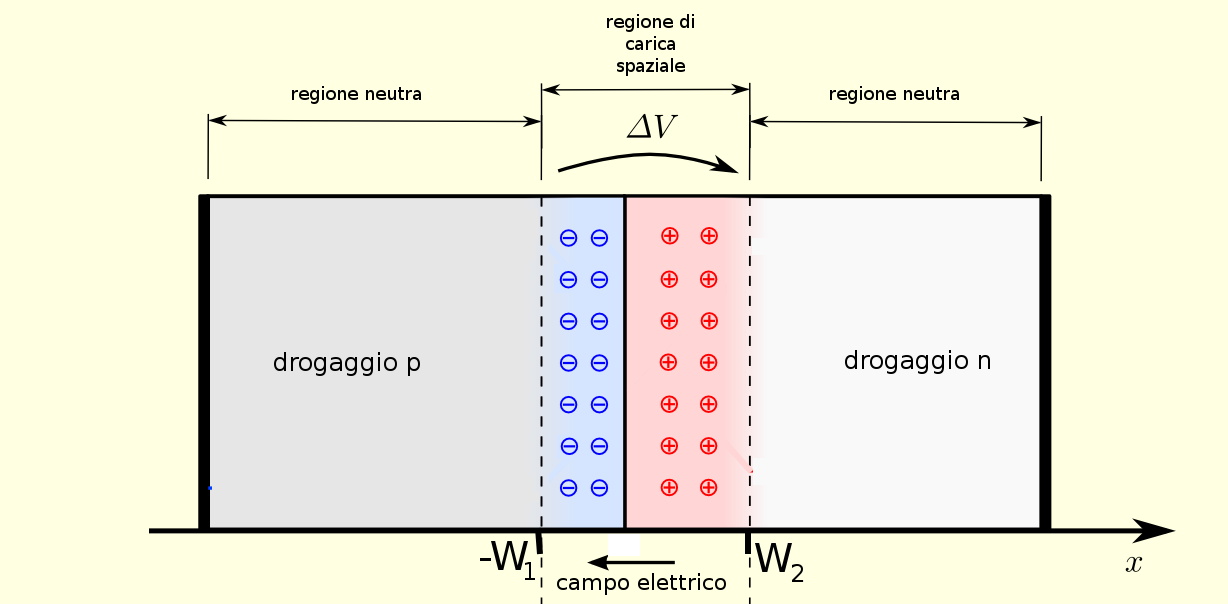
Giunzione p-n

Le principali tappe della tecnologia fotovoltaica:
- 1839 Il francese Alexandre Edmond Bécquerel nota che "viene generata corrente elettrica durante alcune reazioni chimiche indotte dalla luce". Scopre così l'effetto fotogalvanico (cella galvanica) negli elettroliti liquidi (elettroliti).
- 1883 L'inventore statunitense Charles Fritz produce una cella solare di circa 30 centimetri quadrati a base di selenio con un'efficienza di conversione dell'1-2 %.
- 1905 Albert Einstein pubblica la sua teoria sull'effetto fotoelettrico che gli porterà il premio Nobel per la Fisica nel 1921.[2]
- 1963 La giapponese Sharp produce i primi moduli fotovoltaici commerciali.
- 1997 Le celle solari ad alta efficienza della SunPower alimentano il Pathfinder, un velivolo ad alta quota senza pilota progettato dalla NASA, a pilotaggio remoto e ad energia solare.

Nel 2022 ricercatori dell'AMOLF, della Surrey University e dell'Imperial College hanno conseguito in laboratorio un'efficienza energetica record del 65% su pannelli al silicio più sottili di 100 volte di un foglio di carta, generando 26.3mA/cm² e avvicinandosi al limite teorico del 70% (rispetto a un rendimento tradizionale dei pannelli commerciali pari al 25%).
La Direttiva Case green dell'aprile 2024 obbliga gli Stati membri dell'Unione Europea a installare i pannelli solari in tutti i nuovi edifici pubblici a partire dal 2030.

## Composizione

### Cella fotovoltaica

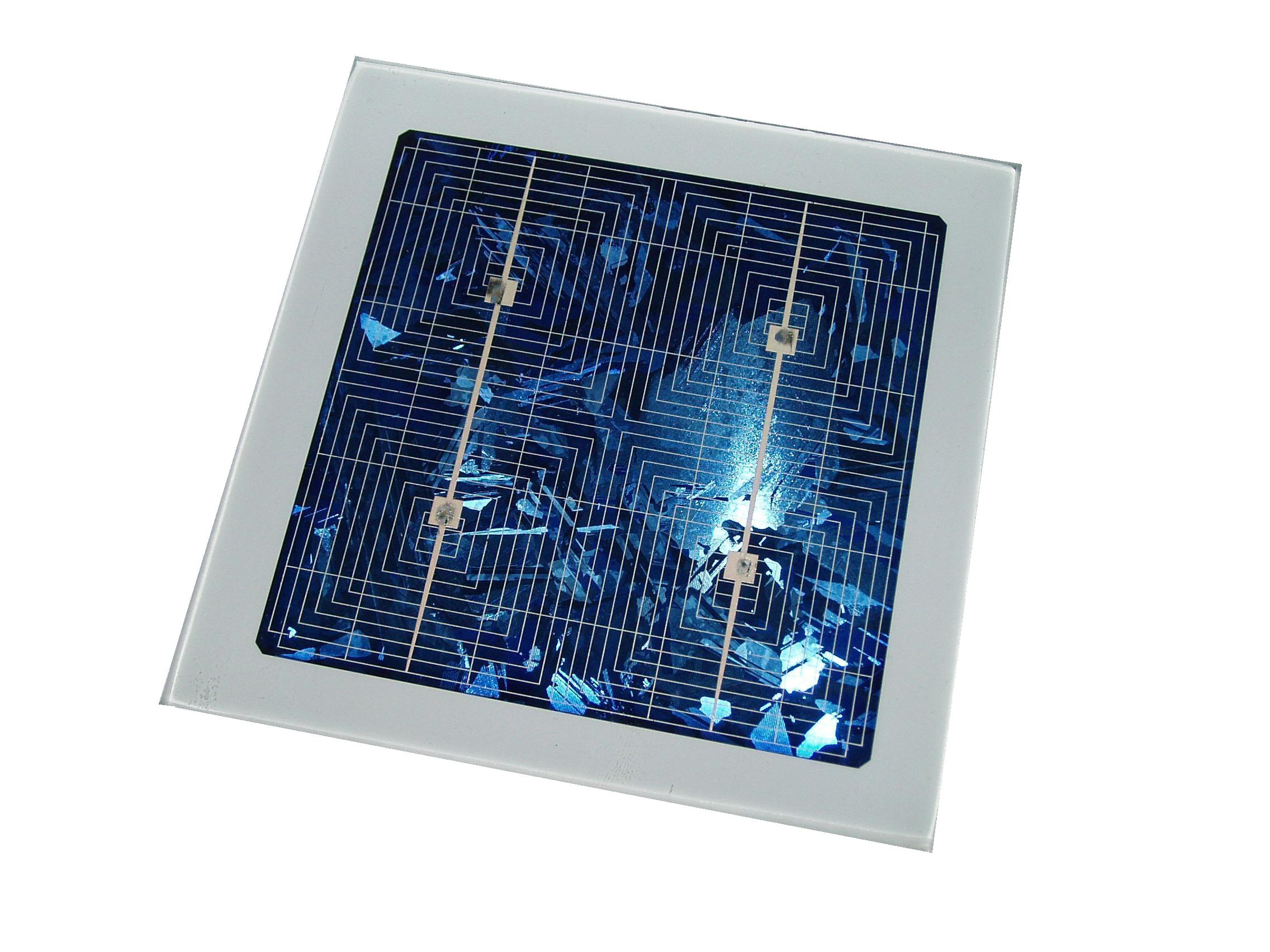
Una cella fotovoltaica in silicio policristallino

La cella fotovoltaica, o cella solare, è l'elemento base nella costruzione di un modulo fotovoltaico. Essa è un dispositivo elettrico che converte l'energia della luce direttamente in elettricità tramite l'effetto fotovoltaico. I pannelli fotovoltaici comunemente in commercio, sono costituiti da 48, 60, 72 oppure fino a 96 celle ognuno.

### Moduli
I moduli poli-cristallini rappresentano la maggior parte del mercato; sono tecnologie costruttivamente simili e prevedono che ogni cella fotovoltaica sia cablata in superficie con una griglia di materiale conduttore che ne canalizzi gli elettroni.
Ogni cella viene connessa alle altre mediante nastrini metallici, in modo da formare opportuni circuiti in serie e in parallelo. La necessità di silicio molto puro attraverso procedure di purificazione dell'ossido di silicio (SiO2, silice) presente in natura eleva il costo della cella fotovoltaica.
Sopra una superficie posteriore di supporto, in genere realizzata in un materiale isolante con scarsa dilatazione termica, come il vetro temperato o un polimero come il tedlar, vengono appoggiati un sottile strato di acetato di vinile (spesso indicato con la sigla EVA), la matrice di moduli preconnessi mediante i già citati nastrini, un secondo strato di acetato e un materiale trasparente che funge da protezione meccanica anteriore per le celle fotovoltaiche, in genere vetro temperato.
Dopo il procedimento di pressofusione, che trasforma l'EVA in mero collante inerte, le terminazioni elettriche dei nastrini vengono chiuse in una morsettiera stagna generalmente fissata alla superficie di sostegno posteriore, e il risultato ottenuto viene fissato ad una cornice in alluminio, che sarà utile al fissaggio del pannello alle strutture di sostegno atte a sostenerlo e orientarlo opportunamente verso il sole.

### Costruzione del modulo fotovoltaico in silicio
Il modulo fotovoltaico in silicio è costituito da molti strati di materie prime detto laminato e dai materiali accessori atti a renderlo utilizzabile

#### Laminato

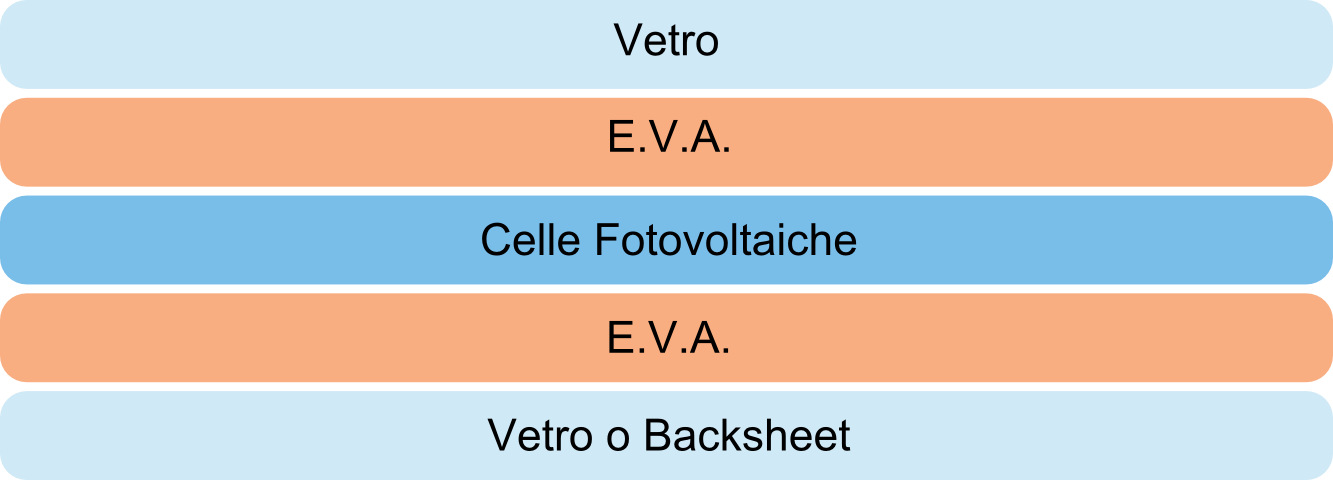
Stratificazione del laminato

Il laminato viene preparato con i seguenti materiali:
- Vetro (i moduli costruiti in Italia abitualmente usano vetro da 4 mm di spessore)
- Etilene vinil acetato - EVA
- Celle mono o policristalline
- EVA (composto elastico utilizzato nei moduli fotovoltaici a protezione delle celle fotovoltaiche)
- Vetro o Backsheet (copertura di fondo)

Il vetro viene usato come base su cui viene steso un sottile foglio di EVA. Al di sopra dell'EVA vengono posizionate le celle rivolte con il lato fotosensibile verso il basso, viene steso un altro foglio di EVA e quindi un foglio di materiale plastico isolante (PET o similare) oppure un'altra lastra di vetro.
Il vetro è a basso contenuto di ferro per garantire una maggiore trasparenza ai raggi solari ed è temperato. Un vetro di questo tipo lascia passare circa il 91,5% dell'irraggiamento ricevuto.
Il tutto viene inviato al laminatore, o forno. Questa è una macchina nella quale, dopo esser stato creato il vuoto in pochi minuti, una piastra, posta a contatto, viene riscaldata fino a 145 °C per circa dieci minuti, in modo da favorire la polimerizzazione dell'EVA.
Trascorso questo tempo, il prodotto finito viene estratto ed inviato alle lavorazioni successive, avendo raggiunto le caratteristiche richieste dalla sua installazione.
Se la laminazione viene eseguita correttamente, il laminato è in grado di resistere alle intemperie per almeno 25/30 anni.
Tutte le lavorazioni successive hanno lo scopo principale di rendere più comodo e pratico il suo utilizzo, incrementando, in realtà, di poco la resistenza nel tempo.

## Implementazione

### Tecnologie realizzative

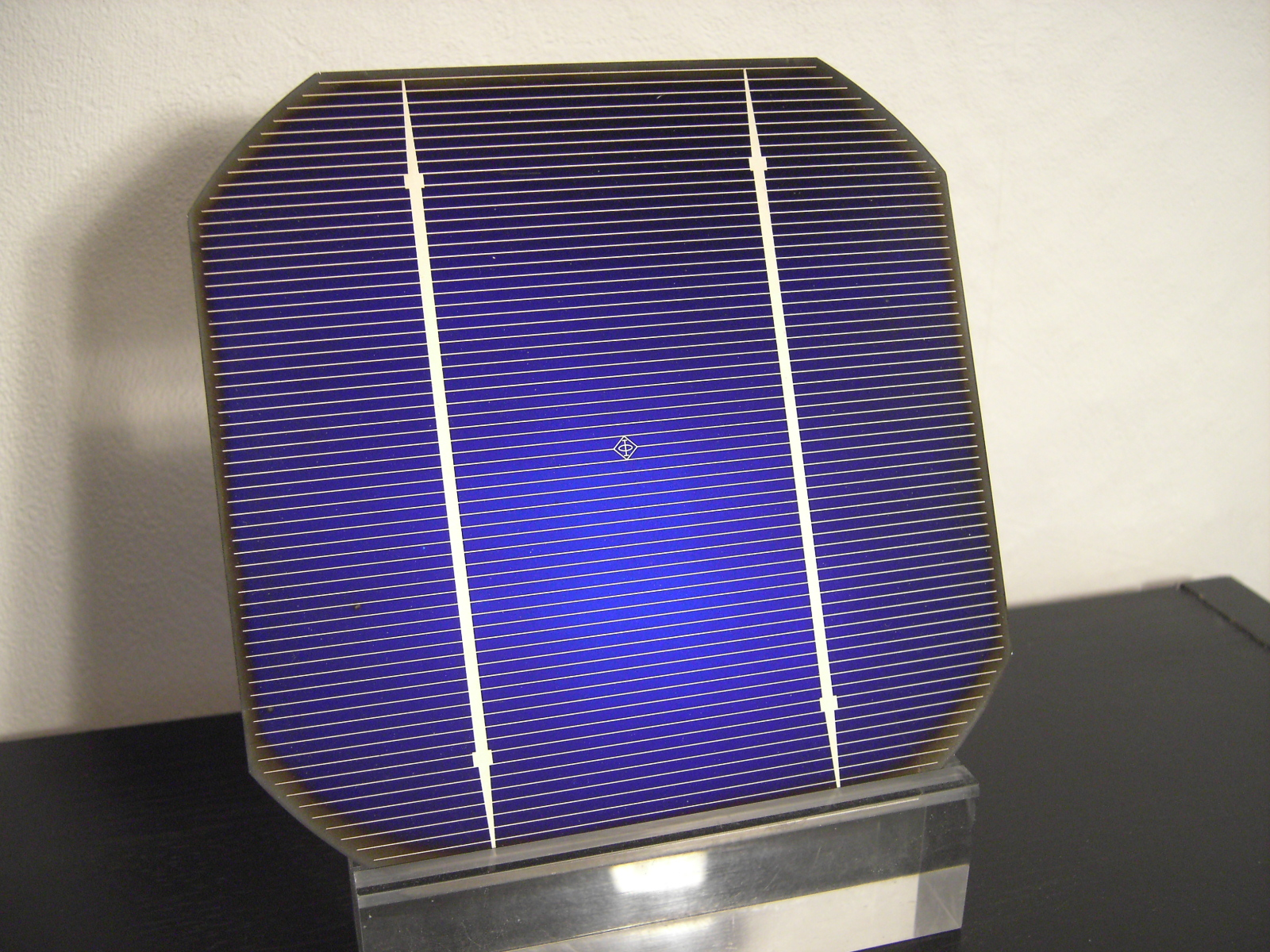
Cella solare di silicio monocristallino

Dei molti materiali impiegabili per la costruzione dei moduli fotovoltaici, il silicio è in assoluto il più utilizzato.
Il silicio viene ottenuto in wafer che vengono in seguito uniti tra loro a formare un modulo fotovoltaico.

Le tipologie costruttive delle celle fotovoltaiche più comuni sono:
- Silicio monocristallino: le celle presentano un'efficienza dell'ordine del 18-21%. Sono tendenzialmente costose perché tagliate da barre cilindriche, è difficile formare superfici estese senza sprecare materiale o spazio. Tuttavia, grazie al miglioramento dei processi produttivi e l'introduzione della tecnologia PERC (Passivated Emitter and Rear Contact) che permette un guadagno di efficienza con un aumento del costo solo modesto, stanno diventando la tecnologia più impiegata e diffusa.
- Silicio policristallino: celle più economiche, ma meno efficienti (15-17%), il cui vantaggio risiede nella facilità con cui è possibile tagliarle in forme adatte ad essere unite in moduli.
- Silicio amorfo depositato da fase vapore: le celle hanno un'efficienza bassa (8%), ma sono molto più economiche da produrre (motivo per cui nel 2016 la quasi totalità dei pannelli per uso domestico è ancora di questo tipo). Il silicio amorfo (Si-a) possiede un bandgap maggiore del silicio cristallino (Si-c) (1,7 eV contro 1,1 eV): ciò significa che è più efficiente nell'assorbire la parte visibile dello spettro della luce solare, ma meno efficace nel raccoglierne la parte infrarossa. Dato che il silicio nanocristallino (con domini cristallini dell'ordine del nanometro) ha circa lo stesso bandgap del Si-c, i due materiali possono essere combinati creando una cella a strati, in cui lo strato superiore di Si-a assorbe la luce visibile e lascia la parte infrarossa dello spettro alla cella inferiore di silicio nanocristallino.
- CIS: le celle sono basate su strati di calcogenuri (ad es. Cu(InxGa1-x)(SexS1-x)2). Hanno un'efficienza fino all'15%, ma il loro costo è ancora molto elevato.
- Celle fotoelettrochimiche: queste celle, realizzate per la prima volta nel 1991, furono inizialmente concepite per imitare il processo di fotosintesi. Questo tipo di cella permette un uso più flessibile dei materiali e la tecnologia di produzione sembra essere molto conveniente. Tuttavia, i coloranti usati in queste celle soffrono problemi di degrado se esposti al calore o alla luce ultravioletta. Nonostante questo problema, questa è una tecnologia emergente con un impatto commerciale previsto entro una decina di anni.
- Cella fotovoltaica ibrida: combina i vantaggi dei semiconduttori organici e di vari tipi di semiconduttori inorganici.
- Cella fotovoltaica a concentrazione: unisce alle tecnologie di cui sopra, delle lenti a concentrazione solare che aumentano sensibilmente l'efficienza. Rappresentano la nuova promettente generazione di pannelli ancora in fase di sviluppo[7].

### Moduli cristallini

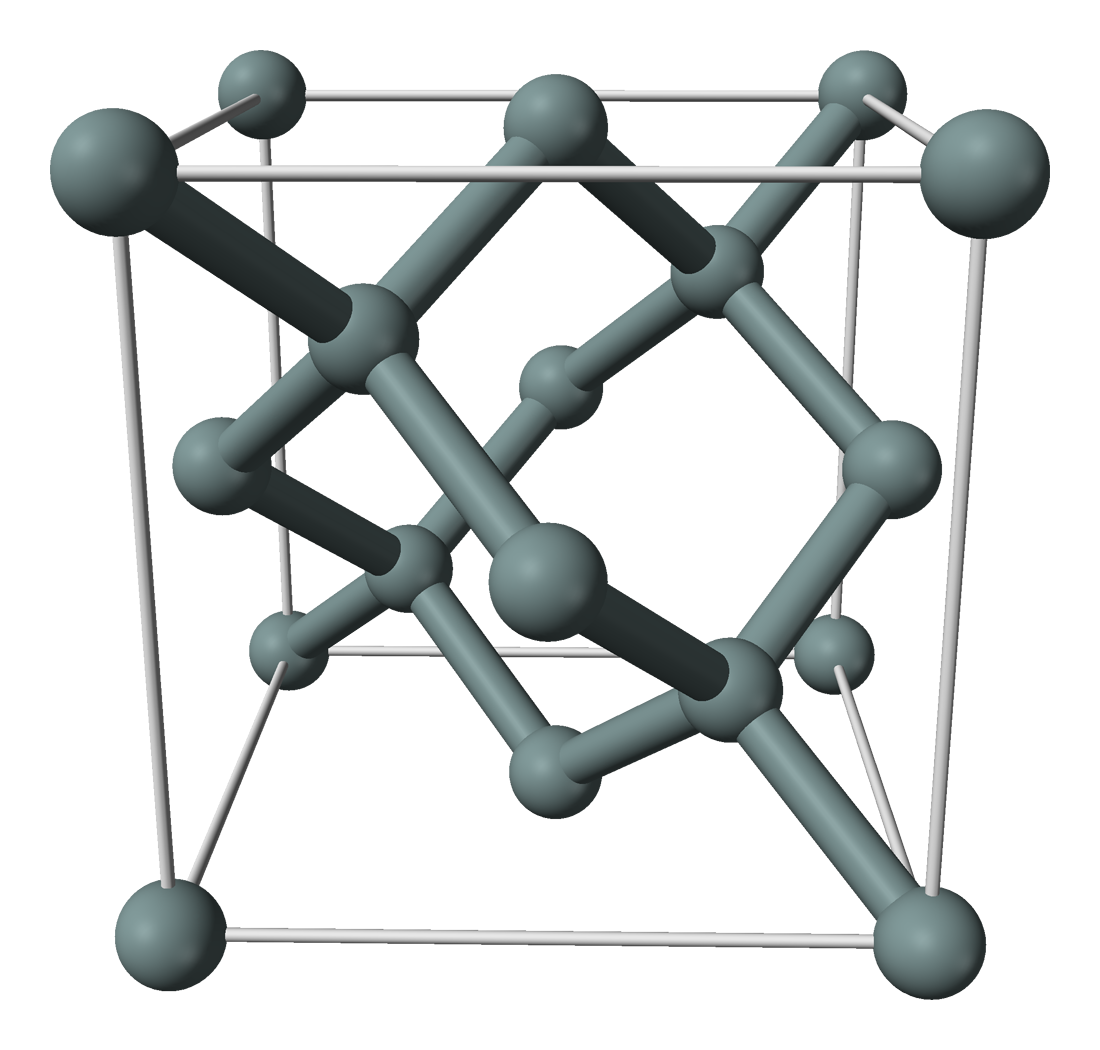
Silicio monocristallino

- Silicio monocristallino, in cui ogni cella è realizzata a partire da un wafer la cui struttura cristallina è omogenea (monocristallo), opportunamente drogato in modo da realizzare una giunzione p-n;
- Silicio policristallino, in cui il wafer di cui sopra non è strutturalmente omogeneo ma organizzato in grani localmente ordinati.

### Moduli a film sottile
I moduli fotovoltaici a film sottile vengono realizzati tramite la deposizione del materiale semiconduttore su un supporto di tipo vetroso, per i pannelli rigidi da utilizzare all'aperto; oppure di plastica, nel caso di pannelli flessibili per utilizzi meno convenzionali.
Il modulo in film sottile viene realizzato in maniera monolitica e non richiede l'assemblaggio di più celle, come nel caso di pannelli in silicio cristallino, inoltre la quantità di materiale semiconduttore presente nel pannello risulta notevolmente inferiore rispetto ai pannelli realizzati con celle standard riducendo i costi di produzione, d'altro canto, il materiale depositato risulta avere una elevata difettosità e di conseguenza i pannelli in film sottile avranno un rendimento inferiore rispetto ai loro equivalenti monocristallini.
I moduli in film sottile si suddividono in varie categorie a seconda dei materiali semiconduttori depositati su di esso, fra i più diffusi troviamo:

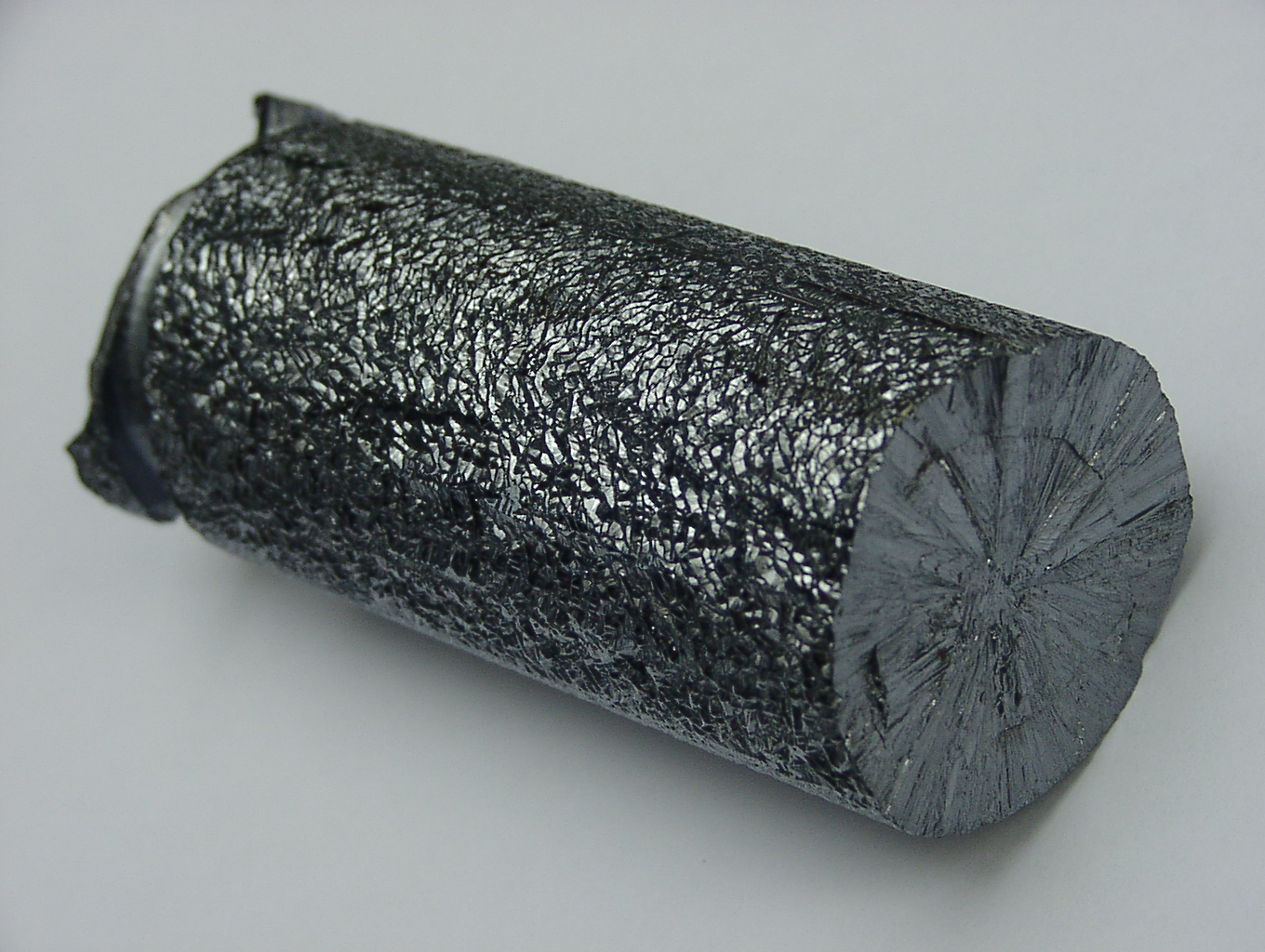
Silicio policristallino

- Silicio amorfo, in cui gli atomi di silicio vengono deposti chimicamente in forma amorfa, ovvero strutturalmente disorganizzata, sulla superficie di sostegno. Questa tecnologia impiega quantità molto esigue di silicio (spessori dell'ordine del micron). I moduli in silicio amorfo mostrano in genere una efficienza meno costante delle altre tecnologie rispetto ai valori nominali, pur avendo garanzie in linea con il mercato. Il dato più interessante riguarda l'EROEI, che fornisce valori molto alti (in alcuni casi arrivano anche a 9), il che attesta l'economicità di questa tecnologia.

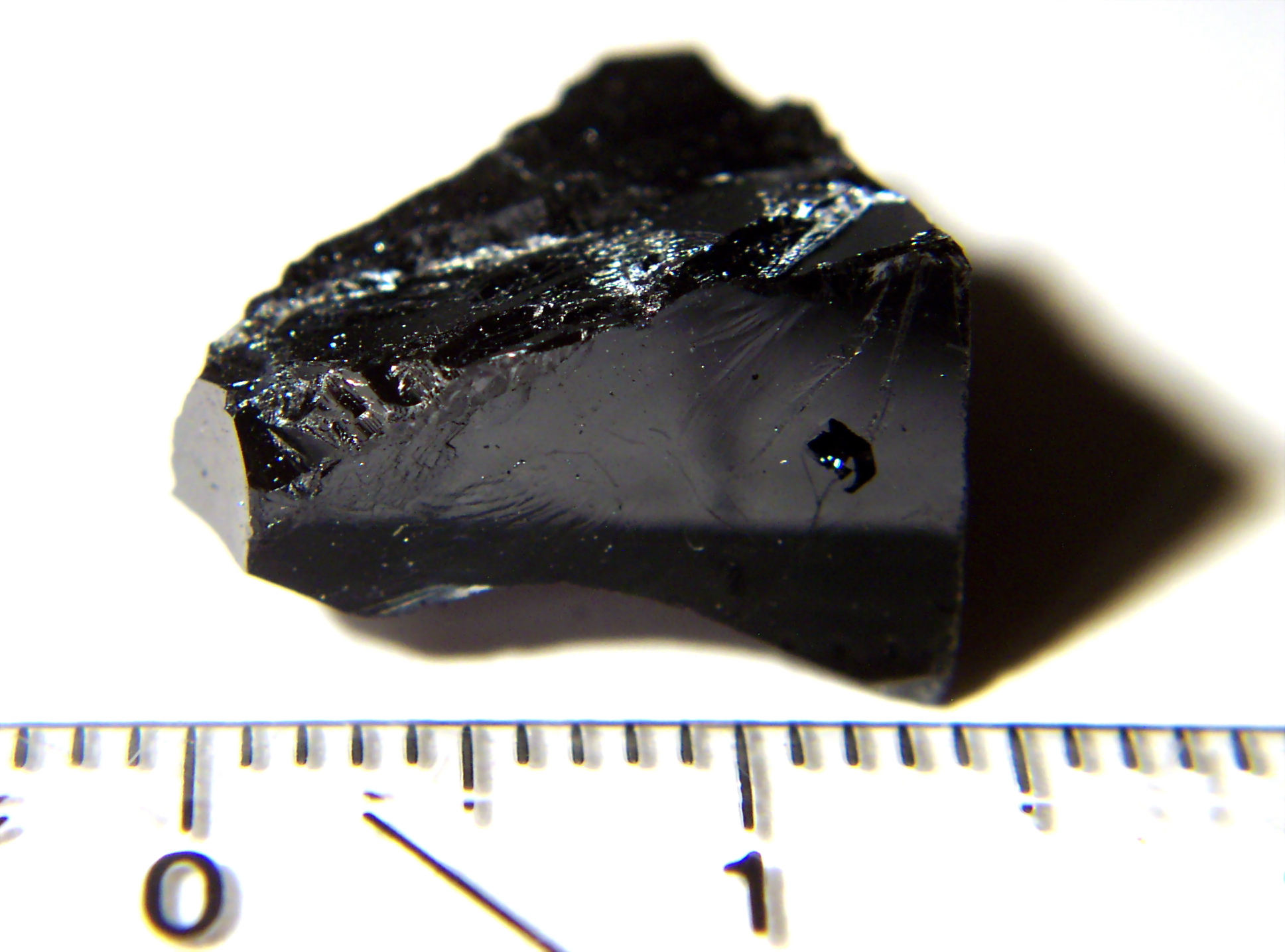
Tellururo di cadmio

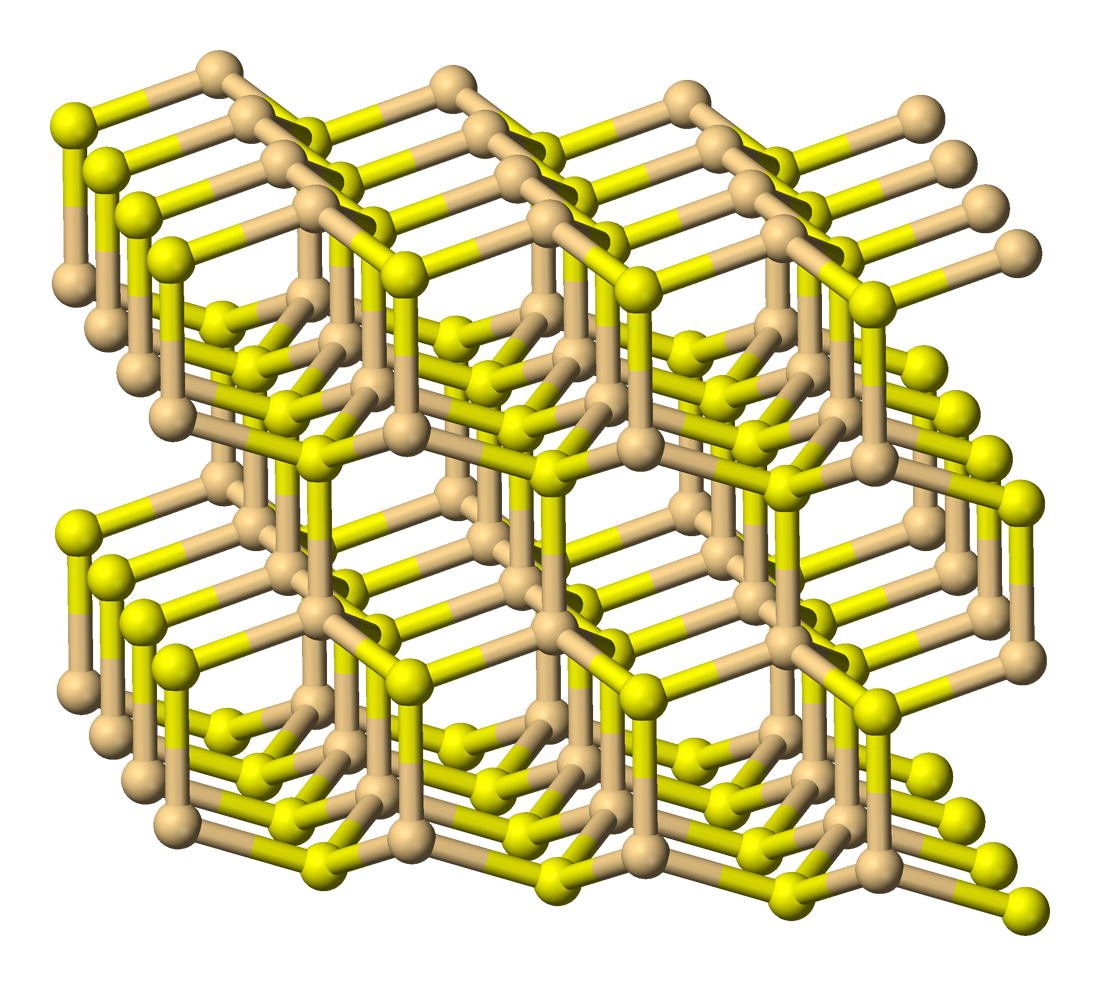
Solfuro di cadmio

- Tellururo di cadmio (CdTe): sono i pannelli a film sottile più economici e col più basso rendimento termodinamico. A maggio 2011, il Consiglio d'Europa ha confermato che non esiste alcun divieto di produzione o installazione di questi pannelli, allo scopo di rispettare gli obiettivi prefissati in termini di energie rinnovabili ed efficienza energetica; contestualmente, data la sua documentata tossicità, ha inserito il cadmio nella lista dei materiali vietati nelle produzioni elettriche o elettroniche. Il divieto di utilizzo nella produzione di celle fotovoltaiche parte dal 2013 (modifica alla Direttiva: Restriction of Hazardous Substances Directive del 24 novembre 2010).
- Solfuro di cadmio (CdS) microcristallino, che presenta costi di produzione molto bassi in quanto la tecnologia impiegata per la sua produzione non richiede il raggiungimento delle temperature elevatissime necessarie invece alla fusione e purificazione del silicio. Esso viene applicato ad un supporto metallico per spray-coating, cioè viene letteralmente spruzzato come una vernice. Tra gli svantaggi legati alla produzione di questo genere di celle fotovoltaiche vi è la tossicità del cadmio ed il basso rendimento del dispositivo.
- Arseniuro di gallio (GaAs), una lega binaria con proprietà semiconduttive, in grado di assicurare rendimenti elevatissimi, dovuti alla proprietà di avere un gap diretto (a differenza del silicio). Viene impiegata soprattutto per applicazioni militari o scientifiche avanzate (come missioni automatizzate di esplorazione planetaria o fotorivelatori particolarmente sensibili). Tuttavia il costo proibitivo del materiale monocristallino a partire dal quale sono realizzate le celle, lo ha destinato ad un impiego di nicchia.
- Diseleniuro di indio rame (CIS), con opacità variabile dal 100% al 70% ottenuta mediante fori ricavati direttamente nel film.
- Diseleniuro di indio rame gallio (CIGS)

### Varianti proprietarie

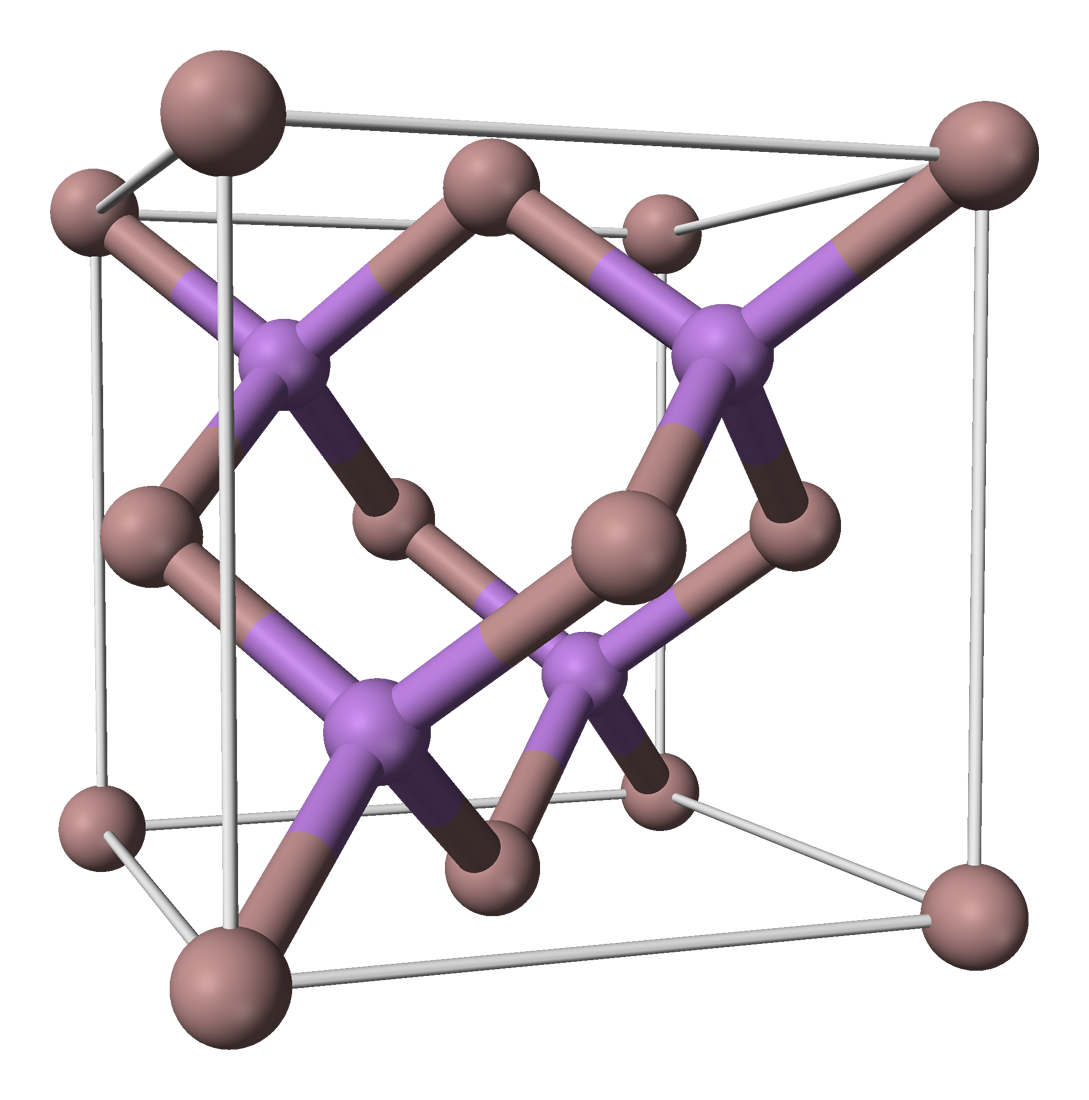
Arseniuro di gallio

- Eterogiunzione, letteralmente giunzione tra sostanze diverse, in cui viene impiegato uno strato di silicio cristallino come superficie di sostegno di uno o più strati amorfi o cristallini, ognuno dei quali ottimizzato per una specifica sotto-banda di radiazioni. L'efficienza della cella viene migliorata grazie al band-gap engineering.
- Silicio microsferico, in cui si impiega silicio policristallino ridotto in sfere del diametro di circa 0,75 mm ingabbiate in un substrato di alluminio.

Delle tecnologie citate, soltanto l'amorfo e il microsferico permettono la flessione del modulo: nel caso dell'amorfo non vi è la struttura cristallina del materiale ad impedirne la flessione, nel caso del microsferico non è la cella (sfera) a flettersi, ma la griglia a nido d'ape su cui è disposta.

## Dati tecnici

### Prestazioni e rendimenti
In prima approssimazione, la potenza elettrica generata da un modulo si può derivare dalle seguente formula:
{\displaystyle P=\eta I_{0}S\sin(\alpha )}
dove:
- {\displaystyle I_{0}} è l'irradianza solare perpendicolarmente alla direzione dei raggi solari espressa in watt su metro quadro
- {\displaystyle \alpha } è l'angolo di inclinazione del modulo rispetto alla radiazione solare incidente;
- {\displaystyle S} è la superficie in m^2 del modulo;
- {\displaystyle \eta } è un fattore di rendimento.

In generale, dunque, le prestazioni per unità di superficie dei moduli fotovoltaici sono suscettibili di variazioni anche sostanziose in base:
- al rendimento dei materiali;
- alla tolleranza di fabbricazione percentuale rispetto ai valori di targa;
- all'irraggiamento a cui le sue celle sono esposte;
- all'angolazione o incidenza con cui la radiazione solare giunge rispetto alla sua superficie;
- alla temperatura di esercizio dei materiali, che tendono ad "affaticarsi" in ambienti caldi;
- alla composizione dello spettro di luce solare;
- alla banda spettrale di radiazione solare assorbita (valutata dalla risposta spettrale): le celle possono convertire in elettricità solo una banda di frequenze dello spettro della luce solare.

Normalmente un singolo modulo fotovoltaico produce (a seconda di dimensioni e potenza) una tensione a vuoto (Voc) tra i 40 ed i 50 Volt, ed una corrente massima di cortocircuito (Isc) tra i 9 ed i 12 Ampere. Considerando un diagramma Tensione/Corrente, partendo dalla tensione a vuoto, ed aumentando la corrente tramite aumento del carico, la tensione decresce più o meno linearmente per poi presentare un "ginocchio" e crollare pressoché verticalmente quando si raggiunge la corrente massima di cortocircuito.
Si può constatare come mettendo in serie dei moduli fotovoltaici (andando a costituire una cosiddetta stringa) si possono facilmente raggiungere tensioni elevate e potenzialmente pericolose. I moduli in genere sono progettati per una tensione massima del sistema di 1000 Volt DC, quelli di più recente costruzione arrivano a 1500 Volt.
Si può individuare un fattore di riempimento come il rapporto tra la potenza massima ed il prodotto Voc x Isc, in altre parole quantifica quanto la curva caratteristica del modulo si avvicina ad una caratteristica ideale tensione costante / corrente costante con scalino in corrispondenza della potenza massima.
Si definisce rendimento o efficienza di un modulo fotovoltaico il rapporto espresso in percentuale tra energia captata e trasformata rispetto a quella totale incidente sulla superficie del modulo ed è dunque un parametro di qualità o prestazionale del modulo stesso; esso è quindi proporzionale al rapporto tra watt erogati e superficie occupata, a parità di altre condizioni. Come in tutti i sistemi di conversione energetica, l'efficienza del modulo fotovoltaico è sempre inferiore dell'unità (o 100%) per effetto di inevitabili perdite nel sistema reale.
L'efficienza ha ovviamente effetti sulle dimensioni fisiche dell'impianto fotovoltaico: tanto maggiore è l'efficienza, tanto minore è la superficie necessaria di pannello fotovoltaico per raggiungere un determinato livello di potenza elettrica. Inoltre, per motivi costruttivi, il rendimento dei moduli fotovoltaici è in genere inferiore o uguale al rendimento della loro peggiore cella.
In particolare, il miglioramento nell'efficienza di un modulo fotovoltaico si può ottenere attraverso un processo sempre più spinto di purificazione del materiale semiconduttore utilizzato (tanto più è puro tanto maggiore è la radiazione solare captata e convertita), oppure attraverso l'uso combinato di più materiali semiconduttori che coprano in assorbimento la maggior parte possibile di spettro della radiazione solare incidente. Tuttavia, tanto maggiore è l'efficienza, tanto maggiori tendono ad essere i costi in quanto più spinto e raffinato diventa il processo di fabbricazione delle celle.
A livello impiantistico, l'efficienza della cella dipende anche dalla temperatura della cella stessa. I dati qui sotto si riferiscono alla temperatura di cella di 25 °C; per le celle in Si cristallino, si può considerare una perdita di rendimento dello 0,45 % circa per ogni grado centigrado di aumento della temperatura; la temperatura nominale di operazione di un modulo o della cella (NMOT o NOCT) è dichiarata dal costruttore ed in genere si aggira intorno ai 45 °C, ma non è raro rilevare temperature anche di 70 - 80 °C; una cella in Si monocristallino, alla temperatura di 70 °C, ha una perdita di produzione di circa il 25%; questa temperatura è raggiungibile in condizioni di buona insolazione (1000 W/m² o più) ed assenza di vento. Le celle a giunzione multipla (ad es. GaAs, InGaAs, Ge) hanno perdita molto più bassa (0,05 %/°C).
Alcuni collettori a concentrazione per uso terrestre, derivati dal settore aerospaziale (Boeing - Spectrolab, CESI) ed a giunzione multipla, sfruttano caratteristiche di questo tipo ed hanno rendimenti nominali che superano anche il 40%; valori tipici riscontrabili invece nei comuni prodotti commerciali a base silicea si attestano intorno al:
- 19-21% nei moduli in silicio monocristallino;
- 16-18% nei moduli in silicio policristallino;
- 8.5% nei moduli in silicio amorfo.

Ne consegue dunque che a parità di produzione elettrica richiesta, la superficie occupata da un campo fotovoltaico amorfo sarà più che doppia rispetto ad un equivalente campo fotovoltaico cristallino.
A causa del naturale affaticamento dei materiali, le prestazioni di un pannello fotovoltaico comune diminuiscono di circa un punto percentuale su base annua. Per garantire la qualità dei materiali impiegati, la normativa obbliga una garanzia di minimo due anni sui difetti di fabbricazione e anche sul calo di rendimento del silicio nel tempo, dove arriva ad almeno 20 anni. La garanzia oggi nei moduli di buona qualità è del 90% sul nominale per 10 anni e dell'80% sul nominale per 25 anni. Altre perdite di efficienza sono dovute all'inverter dell'impianto che ha efficienze dell'ordine del 90-95%.
Ad inizio 2012, si è raggiunto il nuovo record di efficienza pari a 33,9% ottenuta con pannelli fotovoltaici a concentrazione per scopi commerciali grazie anche all'uso di inseguitori solari.
Volendo invece valutare il rendimento globale di un impianto costituito da pannelli+inverter, supponendo per i primi un rendimento del 20% e del 90% per il secondo, si avrebbe complessivamente un rendimento del 0,2x0,9=0,18 ovvero del 18% appena.
In altre parole, l'82% dell'energia proveniente dal sole non può essere convertita in elettricità: questo bassissimo rendimento complessivo di un impianto solare rappresenta al giorno di oggi uno dei problemi che andranno superati.

### Tolleranza

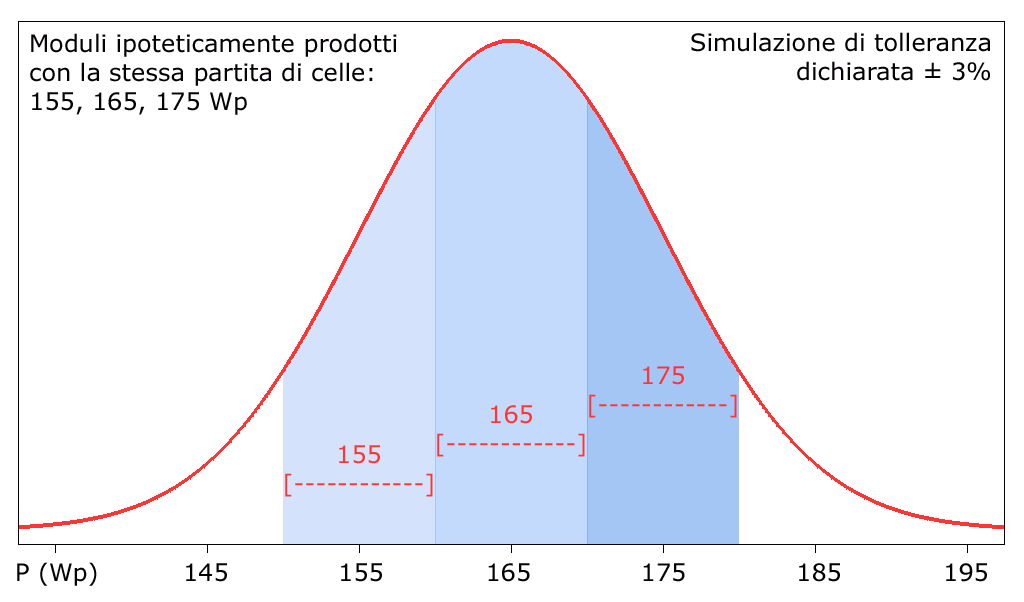
Una simulazione con tolleranza ±3%. Non sono presenti aree di sovrapposizione.

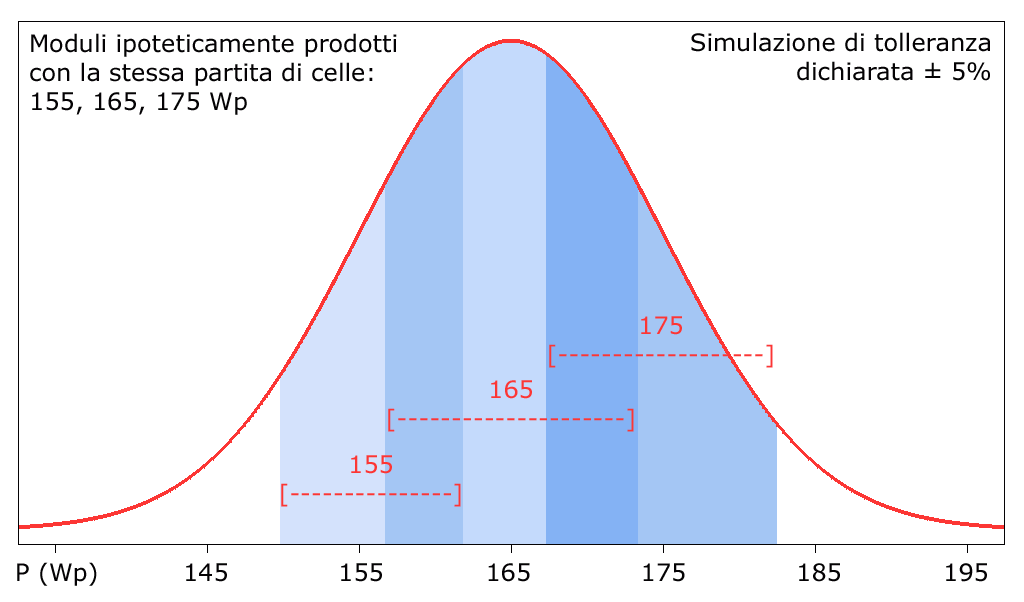
Una simulazione con tolleranza ±5%. Sono presenti evidenti aree di sovrapposizione tra moduli diversi.

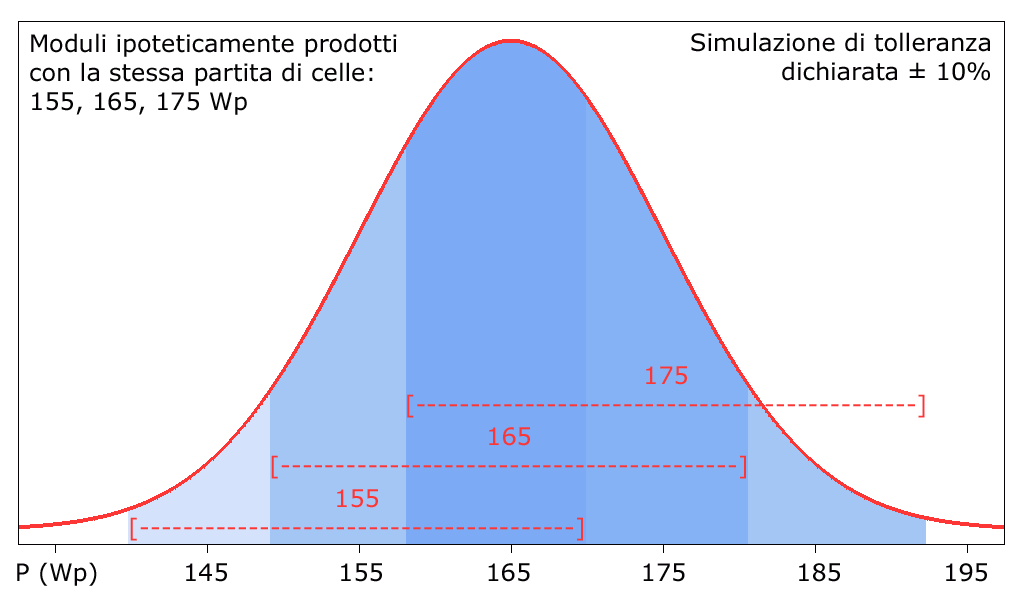
Una simulazione con tolleranza ±10%. Sovrapposizione quasi totale delle aree di tolleranza, probabile indice di scarsa qualità.

La tolleranza di fabbricazione è un dato percentuale (generalmente variabile dal ±3% al ±10%) che ogni produttore dichiara in relazione ai propri standard qualitativi di produzione. Tanto minore è la tolleranza dichiarata, tanto più stabili nel tempo e predicibili saranno le prestazioni elettriche del modulo, a parità di condizioni di utilizzo.
Nella maggior parte dei casi, i produttori realizzano più versioni dello stesso modulo, distinte in base alla potenza nominale, pur realizzandoli con le medesime celle, che vengono preventivamente raggruppate in famiglie prestazionali simili.
L'obiettivo dell'operazione è gestire in modo più accorto possibile le celle elettricamente peggiori, che potrebbero inficiare le prestazioni dell'intero modulo.
In quest'ottica quindi, tanto più numerose sono le famiglie di celle uniformi, tanto minore potrebbe essere la tolleranza di fabbricazione.
Nella realtà, tuttavia, data la curva di Gauss che descrive la distribuzione statistica della qualità di tutte le celle fotovoltaiche di una data partita produttiva, le linee di separazione tra gruppi di moduli simili si ampliano a volte fino a costituire fasce piuttosto ampie.
Il produttore può così gestire la parte di produzione all'interno di queste fasce:
1. Declassando il prodotto in questione, per considerarlo entro la tolleranza positiva del modulo inferiore, con il risultato di perdere profitto;
2. Innalzando il prodotto, per considerarlo entro la tolleranza negativa del modulo superiore, con il risultato di marginalizzare di più a discapito della qualità effettiva del prodotto.

Dal punto di vista commerciale, il produttore si garantisce la liceità dell'operazione dichiarando una tolleranza di fabbricazione più ampia del necessario rispetto alle potenze nominali dei vari moduli realizzati.
L'immediato effetto che questa pratica comporta è la ricaduta di cospicue quantità di moduli all'interno delle citate fasce a cavallo di due o più tolleranze di fabbricazione.
Alla luce di ciò, i moduli fotovoltaici qualitativamente migliori sono da ricercarsi tra quelli che combinano:
- una tolleranza negativa stretta (quella positiva può considerarsi trascurabile);
- una nulla o limitata area di sovrapposizione tra le fasce di tolleranza delle varie potenze dello stesso modulo.

L'artificio della tolleranza più ampia del necessario è una tecnica impiegata solo da produttori minori, a causa della sua facile individuazione (basta una brochure con la lista dei prodotti trattati e una calcolatrice) e del sospetto che inevitabilmente farebbe sorgere nei confronti del produttore.

### Variazioni dei parametri con rispetto alla temperatura
Le prestazioni di un modulo fotovoltaico (PV) dipendono dalle condizioni ambientali, principalmente dall'irraggiamento incidente globale G nel piano del modulo. La temperatura T della giunzione p–n influenza però anche i principali parametri elettrici: la corrente di corto circuito ISC, la tensione a vuoto VOC e la potenza massima Pmax. In generale, è noto che VOC mostra una correlazione inversa significativa con T, mentre per ISC questa correlazione è diretta, ma più debole, per cui tale aumento non compensa la diminuzione di VOC. Di conseguenza, Pmax diminuisce all'aumentare di T. Questa correlazione tra la potenza erogata da una cella solare e la temperatura di lavoro della sua giunzione dipende dal materiale semiconduttore ed è dovuta all'influenza di T sulla concentrazione, durata e mobilità dei portatori intrinseci, ovvero elettroni e gap. all'interno della cella fotovoltaica. La sensibilità alla temperatura è solitamente descritta da coefficienti di temperatura, ognuno dei quali esprime la derivata del parametro a cui si riferisce rispetto alla temperatura di giunzione. I valori di questi parametri sono reperibili in qualsiasi scheda tecnica del modulo fotovoltaico; sono i seguenti:
- β: coefficiente di variazione VOC rispetto a T, dato da ∂VOC/∂T.
- α: Coefficiente di variazione di ISC rispetto a T, dato da ∂ISC/∂T.
- δ: Coefficiente di variazione di Pmax rispetto a T, dato da ∂Pmax/∂T.
Le tecniche per stimare questi coefficienti da dati sperimentali si possono trovare in letteratura

### Degrado dei moduli fotovoltaici
La potenza di un dispositivo fotovoltaico (PV) diminuisce nel tempo. Questa diminuzione è dovuta alla sua esposizione alla radiazione solare e ad altre condizioni esterne. L'indice di degrado, che è definito come la percentuale annua della perdita di potenza in uscita, è un fattore chiave nel determinare la produzione a lungo termine di un impianto fotovoltaico. Per stimare tale degrado, la percentuale di decremento associata a ciascuno dei parametri elettrici. Va notato che il singolo degrado di un modulo fotovoltaico può influenzare notevolmente le prestazioni di una stringa completa. Inoltre, non tutti i moduli nella stessa installazione riducono le loro prestazioni esattamente alla stessa velocità. Dato un insieme di moduli esposti a condizioni esterne a lungo termine, bisogna considerare il degrado individuale dei principali parametri elettrici e l'aumento della loro dispersione. Poiché ogni modulo tende a degradarsi in modo diverso, il comportamento dei moduli sarà sempre più diverso nel tempo, influenzando negativamente le prestazioni complessive dell'impianto. In letteratura sono disponibili diversi studi che si occupano dell'analisi del degrado energetico dei moduli basati su diverse tecnologie fotovoltaiche. Secondo un recente studio, il degrado dei moduli in silicio cristallino è molto regolare, oscillando tra lo 0,8% e l'1,0% per anno.
Se invece analizziamo le prestazioni dei moduli fotovoltaici a film sottile, si osserva un periodo iniziale di forte degrado (che può durare diversi mesi e anche fino a 2 anni), seguito da una fase successiva in cui il degrado si stabilizza, essendo quindi paragonabile a quello del silicio cristallino. Forti variazioni stagionali si osservano anche in tali tecnologie a film sottile perché l'influenza dello spettro solare è molto maggiore. Ad esempio, per moduli di silicio amorfo, silicio micromorfico o tellururo di cadmio, si parla di tassi di degradazione annuali per i primi anni compresi tra il 3% e il 4%. Tuttavia, altre tecnologie, come CIGS, mostrano tassi di degrado molto più bassi, anche in quei primi anni.

### Costi

La legge di Swanson afferma che con ogni raddoppio della produzione di pannelli, c'è stata una riduzione del 20% nel costo dei pannelli.

Oltre ai problemi di efficienza e tolleranza un discorso a parte meritano i costi di realizzazione delle celle fotovoltaiche,
dei relativi moduli e impianti. Per quanto riguarda le celle fotovoltaiche i costi sono gravati fino a circa il 33% dal materiale (ad es. silicio) comprendendovi gli inquinanti scarti di lavorazione e il costoso processo di purificazione; in generale sui costi del materiale di base pesa anche la sua reperibilità fisica in natura per riuscire ad ottenere un'economia di scala opportuna, e ciò riguarda i metalli droganti (indio, arsenico, germanio, tellurio, ecc) piuttosto rari, ma non per il silicio che è altresì abbondante sulla crosta terrestre; tuttavia il silicio seppur abbondante non si trova mai in forma metallica ma come silicato, la cui riduzione ad elemento metallico è uno dei processi più endoergonici di tutta l'industria metallurgica ovverosia richiede il consumo di una spropositata quantità di energia.
Vanno aggiunti poi i restanti costi per i processi di realizzazione della cella fotovoltaica. Ragionando in termini di moduli fotovoltaici, ai costi della cella solare si devono aggiungere i costi della realizzazione dei moduli interi ovvero dei materiali assemblanti, della messa in posa a terra tramite materiali, dell'elettronica di potenza necessaria (inverter), della progettazione, della manodopera e della manutenzione.
Per le centrali solari commerciali, in cui l'elettricità viene venduta nella rete di trasmissione dell'elettricità, il costo dell'energia solare dovrà corrispondere al prezzo dell'elettricità all'ingrosso. Questo punto è talvolta chiamato "parità di rete all'ingrosso" o "parità delle sbarre".
Come incentivo alla realizzazione di impianti fotovoltaici è stato attivo in Italia fino al 2013 il sistema Conto Energia sostituto ora da sgravi fiscali sui costi d'impianto.
In definitiva il parametro complessivo di qualità che caratterizza un modulo fotovoltaico è il rapporto costo/efficienza o equivalentemente il costo per kilowattora prodotto.

### Certificazioni
I moduli fotovoltaici, se impiegati in un impianto fotovoltaico connessi alla rete dei paesi dell'Unione europea, devono obbligatoriamente essere certificati in base alla normativa IEC 61215, che riguarda i test di qualità dei moduli (MQT) e la IEC 61730 che riguarda invece i test di sicurezza (MST). Tra i test più importanti si cita quello per determinarne la potenza in condizioni di insolazione standard, espressa in watt picco (Wp). Altri test presenti in questa severissima campagna di prove comprendono l'esposizione a temperature estreme, ai raggi UV, a scariche di altissima tensione (simulando i fulmini) prove di carico meccanico, prove di impatto con la grandine, prove di sovraccarico elettrico, prove di isolamento, ecc.

## Prodotti in commercio

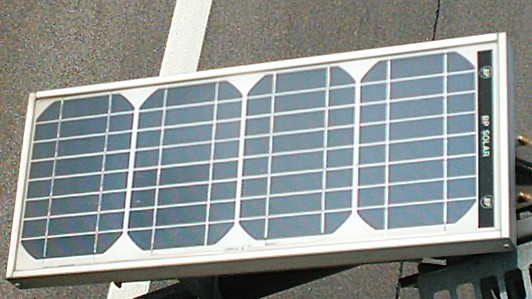
Un modulo fotovoltaico in silicio monocristallino

I moduli fotovoltaici in silicio cristallino più comuni hanno dimensioni variabili da 0,5 m² a 2,0 m², con punte di 2,5 m² in esemplari per grandi impianti. Non vi è comunque particolare interesse a costruire moduli di grandi dimensioni, a causa delle grosse perdite di prestazioni che l'intero modulo subisce all'ombreggiamento (o malfunzionamento) di una sua singola cella.
Ad oggi (2022) la potenza raggiungibile coi moduli da 60 celle si aggira intorno ai 300 Wp a circa 35 - 40 Volt, mentre supera i 400 Wp per i moduli con 72 celle o più (il modulo da 60 celle in silicio policristallino è il più utilizzato in Italia e copre circa il 90% dei moduli).
La superficie occupata dai modelli attualmente in commercio (considerando un irraggiamento di 1000 W/m² e tenendo conto dell'effetto dell'aumento di temperatura) si aggira in genere intorno ai 7,2 m2/kWp, ovvero sono necessari circa 7,2 metri quadrati di superficie per ospitare pannelli per un totale nominale di 1.000 Wp. I migliori moduli in commercio raggiungono un'efficienza del 19,6% e richiedono quindi una superficie di 5,147 metri quadrati per 1.000 Wp.
Dopo un biennio di instabilità, i costi al cliente finale del modulo installato sul tetto si sono stabilizzati nella fascia 3,50/5,00 €/Wp a seconda delle dimensioni dell'impianto (ad aprile 2011).
Va evidenziato che questo valore è suscettibile di scostamenti sostanziali a seconda del punto di rilevazione all'interno della filiera del prodotto. Il prezzo sopra indicato è da considerarsi come prezzo del modulo installato sul tetto di una residenza abitativa, mentre il prezzo dei moduli in silicio policristallino da 60 celle finito pronto ad essere installato di buona qualità si aggira tra i 1,50/2,00 €/Wp
Nei parchi solari il costo del modulo installato tende ad essere compreso tra i 2,50/3,50 €/Wp
La generale instabilità dei prezzi del biennio 2004/2005 era stata causata dall'improvviso squilibrio tra domanda e offerta conseguente al lancio contemporaneo delle politiche di incentivazione delle fonti rinnovabili da parte dei paesi ratificanti il Protocollo di Kyōto.
Essendo il prezzo del modulo fotovoltaico in silicio mono o policristallino legato in gran parte al costo delle celle (le celle incidono per circa il 75% nel totale delle materie impiegate per la realizzazione del modulo) nei primi mesi del 2011 si è assistito ad un calo dei prezzi delle celle dovuto alla diminuzione degli incentivi da parte della Germania e dell'Italia.
Nel 2022 i pannelli fotovoltaici di ultima generazione in commercio sfruttano innovazioni particolarmente utili che ne migliorano decisamente l'efficienza. Questo significa più produzione di energia a parità di superficie. Una è la tecnologia half-cut. Grazie a questa la cella fotovoltaica viene suddivisa in due. Questa variante conferisce diversi vantaggi: maggiore tolleranza all’ombreggiamento, diminuzione delle perdite resistive, minore possibilità di micro-crepe nel corso degli anni. Ultimamente viene usata anche lo sviluppo della tecnologia PERC. In realtà è da anni che i laboratori di ricerca lavorano su questo fronte, ma solo ultimamente i risultati hanno permesso alle aziende di adottare questa applicazione che consente una migliore efficienza delle celle e agevola l'imprigionamento della luce in prossimità della superficie posteriore.
Le tegole fotovoltaiche permettono l'installazione degli impianti nei centri storici e nelle zone sottoposte a vincolo ambientale, artistico, architettonico o paesaggistico. Al prezzo di una modesta penalizzazione del rendimento termodinamico, rendono possibile la posa di un impianto che non altera volumetria, morfologia, sagoma, effetto cromatico e riflesso di luce.

Alcune sentenze dei T.A.R. depositate successivamente al 2013 tendono ad affermare un nuovo orientamento giurisprudenziale secondo il quale le Soprintendenze sono tenute a dare una motivazione analitica e tecnica di un eventuale diniego, in base all'assunto generale della legittimità del risparmio energetico tramite soluzioni non impattanti.

## Ricerca e innovazioni
La ricerca in campo fotovoltaico è indirizzata verso l'aumento del rapporto fra efficienza e costo del modulo fotovoltaico. Il basso valore di questo rapporto costituisce il limite più forte all'affermazione su grande scala di questa tecnologia energetica il che si traduce in un alto costo per kilowattora prodotto almeno nel periodo di ammortamento dell'impianto. Quindi la ricerca si indirizza verso la scoperta di materiali semiconduttori e tecniche di realizzazione che coniughino il basso costo con un'alta efficienza di conversione.
Presso l'Università di Toronto nel 2005 è stato inventato un materiale plastico che sfrutta nanotecnologie per convertire in elettricità i raggi solari anche nella banda dell'infrarosso, e che quindi funziona anche con il tempo nuvoloso. Gli autori della ricerca sperano che costruendo pannelli fotovoltaici con questo materiale si possano ottenere prestazioni cinque volte superiori al silicio, tanto che una copertura dello 0,1% della superficie terrestre sarebbe sufficiente a sostituire tutte le attuali centrali elettriche. Il materiale può essere spruzzato su una superficie, come un vestito o la carrozzeria di un'automobile.
Un'importante collaborazione fra Eni e Mit sta orientando gli investimenti nella costruzione di celle fotovoltaiche con materiali organici che ne aumentino il rendimento rispetto al 15-17% attuale del silicio.
La società cinese Suntech Power Holdings, una delle società leader al mondo, nel piano industriale di dicembre 2010 ha stimato di raggiungere nel 2015 un'efficienza di conversione su larga scala pari al 23%.
Nel 2013 la società Sharp ha prodotto delle celle che hanno fatto registrare il record di 43,5% di rendimento. Le celle sono composte da due o più elementi (ad esempio indio e gallio), mentre la struttura di base usa tre strati per il fotoassorbimento con arseniuro di indio e gallio. Il record è stato certificato da un organismo indipendente, il Fraunhofer Institute per l'energia solare.
Il neonato fotovoltaico organico consente un abbattimento dei costi, pur senza aumento di efficienza. Questa tecnologia usa pigmenti organici al posto dei semiconduttori inorganici e può sfruttare economiche tecniche realizzative di fotolitografia.
Nel 2013 uno studio pubblicato sulla rivista Science ha rivelato la possibilità di aumentare l'efficienza delle celle solari di circa il 15% rispetto alle tecnologie del momento, utilizzando semiconduttori policristallini con struttura di perovskite. Nel 2018 una azienda di Oxford (Regno Unito) e una di Redwood City (California) stanno per commercializzare tale tecnologia con una efficienza di conversione di circa il 37% ed una riduzione dei costi di produzione.
Nel 2021 le ricerche hanno riproposto l'utilizzo di nanotecnologie per realizzare sistemi capaci di assorbire, convertire e stoccare l’energia solare in modo sostenibile e con bassi costi di produzione. L'utilizzo di nanotecnologie consente inoltre di combinare le due funzionalità di conversione e stoccaggio in una sola unità compatta, riducendo volume e peso. L’approccio si fonda sull’uso di una combinazione di nanoparticelle a base di carbonio (come il grafene) insieme a composti di alcuni tipi di ossidi di metalli (indio, zinco, stagno) normalmente impiegati nelle componenti elettroniche di cellulari, display e led.
Nel giugno 2024 un gruppo di ricercatori dell'Università di Würzburg ha messo a punto dei pannelli che, in condizioni di ricerca, hanno trasformato in energia il 38% della luce incidente, battendo il precedente record del 31% raggiunto con la perovskite. I pannelli sono composto da una particolare disposizione spaziale di 4 coloranti organici sottili di tipo merocianina, coloranti ad alto tasso di assorbimento della luce, che imitano quelli presenti nelle piante.

## Riciclaggio
La maggior parte dei componenti di un modulo solare possono essere riutilizzati. Grazie alle innovazioni tecnologiche verificatesi negli ultimi anni, fino al 95% di alcuni materiali semiconduttori o di vetro, così come vaste quantità di metalli ferrosi e non ferrosi impiegati nei moduli fotovoltaici possono essere recuperati. Alcune aziende private e organizzazioni non-profit, come PV CYCLE nell'Unione Europea, sono impegnate in operazioni di raccolta e riciclaggio alla fine del ciclo di vita dei moduli.
Da un modulo standard di 21 kg si possono recuperare circa 15 kg di vetro, 2,8 kg di plastica, 2 kg di alluminio, 1 kg di polvere di silicio e 0,14 kg di rame. Sono oltre 100 milioni i moduli fotovoltaici installati in Italia ed il grosso del mercato del riciclo dei moduli prenderà avvio tra alcuni anni, visto che il tempo di vita di un impianto fotovoltaico è di 20-25 anni. Con le nuove tecnologie da poco introdotte risulta tuttavia già vantaggioso sostituire i vecchi moduli con quelli di ultima generazione che garantiscono efficienze maggiori. Così già agli inizi degli anni novanta gli utilizzatori dei moduli fotovoltaici richiedevano ai produttori delle soluzioni di riciclaggio; visto che a quei tempi la mole di rifiuti da smaltire era molto limitata, gli sforzi dei produttori si focalizzarono sui tradizionali metodi di riciclaggio. Un esempio dei limiti tecnici di quel periodo è offerto dal progetto di Pilkington Solar International che durante gli anni novanta fallì poiché non riusciva a garantire un'adeguata purezza delle frazioni di materiali recuperate. Altri produttori misero a punto delle procedure di riciclaggio più specifiche che non si dimostrarono interessanti da un punto di vista economico; altre imprese si sono dimostrate riluttanti ad impegnarsi in tecnologie altamente specializzate. Il disassemblaggio dei moduli è un'operazione complicata dato che la loro struttura è progettata per resistere ai fenomeni atmosferici; una soluzione semplice ed economica è il trattamento dei moduli in un impianto di riciclaggio per vetro laminato o lo smaltimento in discarica della frazione residua, dopo aver separato la cornice di alluminio e aver effettuato un trattamento in un inceneritore di rifiuti municipali; tale approcci comporta però la perdita di preziose risorse.
il riciclo dei moduli fotovoltaici avviene invece in tre passaggi: nel primo si separano meccanicamente il telaio in alluminio e le derivazioni elettriche. Nel secondo si separa l'EVA, il vetro e il Tedlar dalle celle, ciò può avvenire sia con processo termico (più semplice ma ha lo svantaggio di emettere i gas), sia per mezzo di un processo chimico. Nell'ultimo passaggio il silicio deve essere purificato dallo strato antiriflesso, dai metalli e dai semiconduttori p-n. Si ricorre ad un trattamento chimico o a una purificazione mediante laser che però ha un elevato costo, basse efficienze e tempi lunghi. Con il trattamento chimico lo svantaggio sta nella difficoltà di scegliere la composizione, la concentrazione e temperatura ottimale. Le soluzioni usate sono HF/HNO3/H2O, H2SiF6/HNO3/ H2O o H2SiF6/HNO3/C2H4O2. Attualmente solo tre sistemi per il riciclo dei pannelli fotovoltaici sono industrialmente realizzabili (i processi per le tecnologie a film sottile sono invece ancora in
fase di sviluppo):
Il processo Deutsche Solar, una sussidiaria di SolarWorld, è composto da due fasi: un trattamento termico e uno chimico. La cornice viene separata manualmente ed i moduli vengono messi in un forno a 600 °C dove i componenti plastici (EVA e Tedlar) si decompongono e il vetro viene separato manualmente; i gas emessi vengono trattati in un post-combustore e depurati. La lastra di vetro rivestita dallo strato di materiale semiconduttore è sottoposta ad un processo di sabbiatura con getto delicato, le polveri fini che si formano sono aspirate e trattate. Nella parte chimica del trattamento vengono rimossi lo strato di metallizzazione superiore e posteriore, lo strato di rivestimento antiriflettente e la giunzione p-n che rivestono il wafer. L'operazione consiste in bagni con l'utilizzo di diversi composti che dipendono dai materiali utilizzati per la costruzione della cella: i solventi principalmente utilizzati sono acido fluoridrico (HF), acido nitrico (HNO3), acido acetico (CH3COOH) ed il perossido di idrogeno (H2O2). È importante non danneggiare la cella per non perdere silicio. Le acque reflue vengono trattate in appositi impianti. Il recupero di silicio dalle celle rotte piuttosto che da quelle intatte si è dimostrato più vantaggioso dal punto di vista economico in quanto è difficile riuscire a salvare le celle per intero poiché gli spessori delle celle sono molto più sottili rispetto al passato (<0,2 mm); si è perciò abbandonato l'obiettivo di recuperare le celle per intero concentrandosi sul recupero di silicio. Un limite di questo processo è l'alto tasso di manualità presente nel ciclo produttivo che ne limita i vantaggi economici ed i ritmi di produzione. I wafer recuperati e quelli nuovi sono di ugual valore dal punto di vista delle caratteristiche elettriche; un'altra limitazione di questo processo è che non esiste una “ricetta universale” per il trattamento chimico: le celle solari di produttori differenti necessitano di trattamenti specifici. La percentuale recuperata in massa è pari al 95,7% e si ottiene un elevato grado di purezza delle singole frazioni di materiali recuperate. Un processo automatizzato è stato sviluppato da Sunicon, un'altra sussidiaria di SolarWorld.
Il processo SolarWorld prima separa meccanicamente le cornici in alluminio e le bandelle di rame; vi è poi la frantumazione e separazione con piastra vibrante che consente di separare il vetro dai frammenti di celle solari. Queste ultime subiscono un trattamento chimico per eliminare i rivestimenti e ricavare il silicio.
Il processo First Solar è specifico per i pannelli in cadmio-tellurio ed è diviso in due fasi: nella frantumazione a due passaggi il pannello privo di cornice viene ridotto a schegge di 4–5 mm, è previsto l'impiego di un sistema di aspirazione dotato di un filtro antiparticolato. I frammenti vengono inseriti per circa 4/6 ore in un tamburo di acciaio inox a rotazione lenta in cui si aggiungono dell'acido solforico diluito e del perossido di idrogeno per l'attacco chimico, il contenuto del tamburo viene poi versato lentamente in un dispositivo per dividere la parte solida, composta da vetro frantumato e pezzi di EVA, dalla parte liquida. I liquidi vengono poi trattati in modo da far precipitare i metalli disciolti. La parte solida passa per un vibrovaglio: i pezzi del vetro, più piccoli, sono separati da quelli più grossi costituiti da EVA ed il vetro viene sottoposto a risciacquatura. La soluzione utilizzata nell'attacco e l'acqua di risciacquo del vetro vengono pompate in un dispositivo di precipitazione, si ottiene così un fango ricco di metalli, inviato ad un fornitore per essere raffinati; i rifiuti liquidi devono essere trattati. La parte solida viene separata per flottazione rendendo la superficie del semiconduttore idrofobica: in questo modo le particelle di vetro si raccolgono insieme ai residui sul fondo ed i prodotti della flottazione vengono rimossi insieme alla schiuma.
Il processo RESOLVED si concentra sul riciclaggio dei moduli CIS e CdT ed è basato su processi meccanici “ad umido”: i moduli subiscono un pretrattamento termico a 450-500 °C, lo strato di EVA viene distrutto favorendo così la separazione del lastre di vetro. Nei moduli CdTe lo strato fotoattivo si trova sul vetro anteriore mentre nei moduli CIS esso si trova sul vetro posteriore. La lastra di vetro rivestita dai materiali fotoattivi viene sottoposta ad un processo di sabbiatura a recupero con potenza molto bassa, successivamente le polveri della sabbiatura vengono depurate trattate flottazione, processo che per i moduli danneggiati risulterebbe quasi impossibile; in questo caso si esegue un pretrattamento mediante frantumazione: il film semiconduttore viene rimosso dal vetro mediante un sistema di miscelazione dotato di una serie di lame rotanti in cui i materiali foto attivi, insieme a particelle molto fini di vetro, vengono rimossi. Il vantaggio è che non è necessario alcun uso di composti chimici. Nella miscela i materiali foto attivi la separazione dalle particelle di vetro avviene mediante flottazione.
A partire dal 1º luglio 2012 i produttori di pannelli fotovoltaici devono possedere l'attestato di adesione a un consorzio che garantisca il riciclo dei moduli fotovoltaici. In mancanza di tale adesione, comprovata dal relativo attestato da esibire all'atto della vendita, il produttore non potrà permettere al proprio cliente di usufruire degli incentivi. I requisiti che il consorzio/sistema deve soddisfare per garantire la gestione del fine vita dei moduli fotovoltaici installati sugli impianti in esercizio a partire dal 1º luglio 2012 sono stati stabiliti dal GSE (Gestore dei Servizi Energetici) nella terza revisione delle "Regole Applicative per il riconoscimento delle tariffe incentivanti previste dal DM 5 maggio 2011", IV Conto Energia.
È dal 2010 che una Conferenza Europea annuale unisce insieme produttori, esperti di riciclaggio e ricercatori per guardare al futuro del riciclaggio di moduli fotovoltaici. Nel 2013 l'evento ha avuto luogo a Roma.

## Legislazione

### In Italia
La sentenza n. 1337/2023 della sez. IV Civile della Cassazione ha stabilito che per installare un impianto fotovoltaico sulle parti comuni di un condominio, là dove l'intervento non comporti una modifica delle stesse, non è necessaria la preventiva approvazione da parte dell'assemblea dei condomini. La libertà di azione in condominio è limitata da vari fattori: la sentenza afferma che «resta inteso che l’installazione dell’impianto al servizio della singola unità immobiliare debba avvenire nel rispetto della destinazione delle cose comuni, della tutela del diritto d’uso di ciascun condomino, del minor pregiudizio per le parti condominiali o individuali, della salvaguardia della stabilità, della sicurezza e del decoro architettonico dell’edificio». L'eventuale delibera del condominio che esprima parere contrario al progetto, se non ci sono modifiche alle parti comuni, è un mero parere che non reca danno concreto al condomino, rendendo inutile l'impugnazione ex art. 1137 c.c.
L'installazione in aree sottoposte a vincolo storico, artistico o paesaggistico è subordinata al rilascio dell'autorizzazione paesaggistica della Soprintendenza ai beni culturali. Tale amministrazione deve bilanciare la tutela dell'integrità del paesaggio con la promozione della diffusione delle energie da fonti alternative. Il diniego non può limitarsi a rilevare il degrado estetico recato al paesaggio a causa dell'installazione di pannelli visibili dalla pubblica via.
Il Decreto "Aree Idonee" del giugno 2024 introduce per i beni tutelati e le aree di pregio una fascia di rispetto che può arrivare fino a 7 km, oltre a vari criteri disomogenei e discrezionali da regione a regione.